# اچ‌ام‌اس آنتیگوا (۱۷۵۷)
اچ‌ام‌اس آنتیگوا (۱۷۵۷) (به انگلیسی: HMS Antigua (1757)) یک کشتی بود که طول آن ۷۱ فوت ۶ اینچ (۲۱٫۷۹ متر) بود.